# Kajetan Bożydar Podhorodeński
Kajetan Bożydar Podhorodeński (zm. po 1824 roku) – pułkownik w powstaniu kościuszkowskim, major 3. Pułku Przedniej Straży Buławy Polnej Koronnej w 1791 roku.